# Xosé Ramón Gayoso

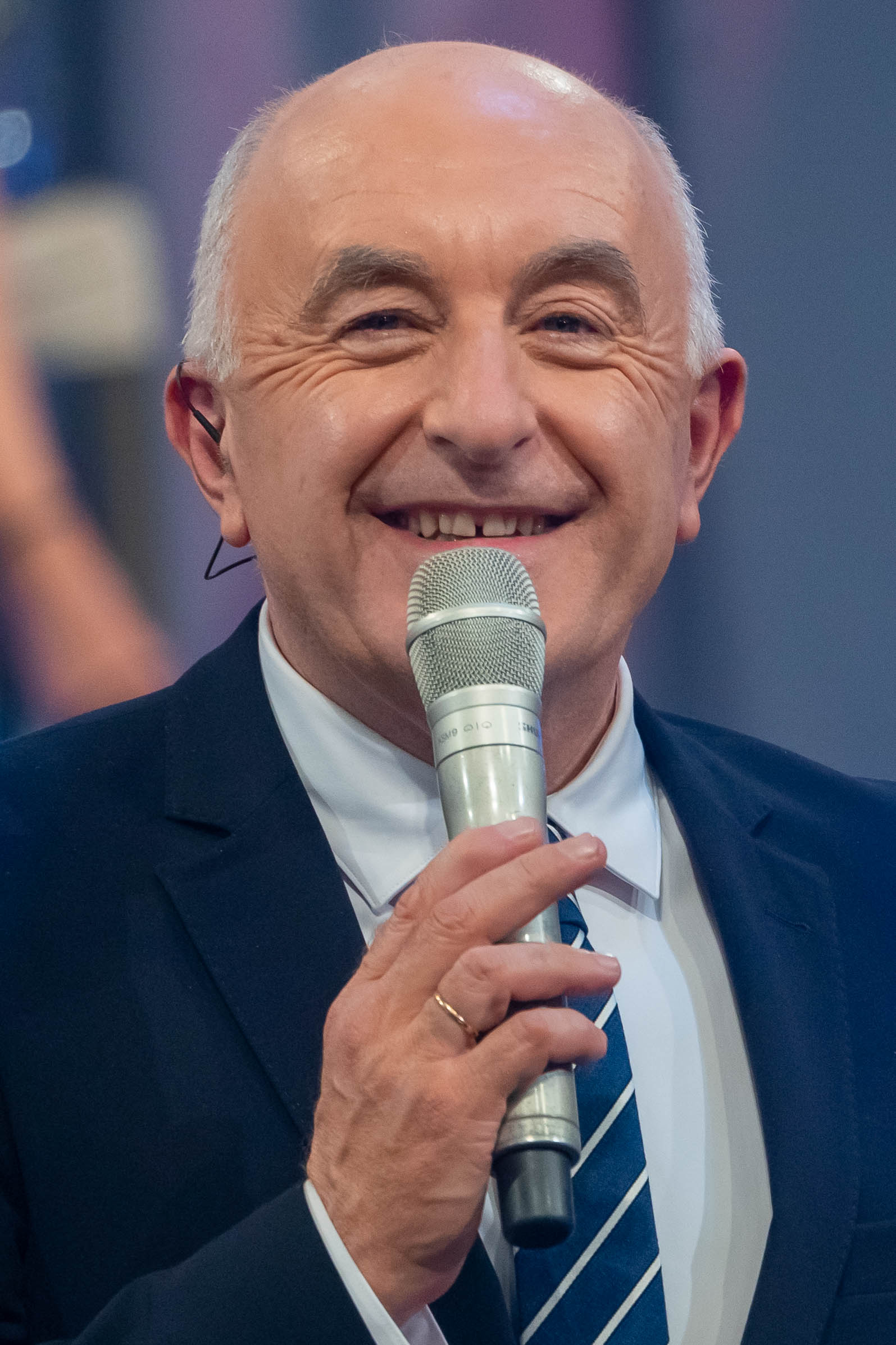
Xosé Ramón Gayoso, 2021

Xosé Ramón Gayoso Bonigno (* 25. April 1956 in La Coruña) ist ein spanischer TV-Moderator der Televisión de Galicia (TVG). Zuvor war er spanischer Meister im Hammerwurf.

## Werdegang
Schon als junger Sportler war er spanischer Meister im Hammerwurf und zu dieser Zeit lernte er Álvaro Someso kennen, Meister im Hochsprung. Mit ihm gründete er das Duo Keltia und im Jahr 1978 nahm er ein Album mit dem Titel Choca esos cinco auf. Das Album wurde von CBS produziert und die Hälfte der Lieder wurde auf Galicisch gesungen.
Danach zog er nach Madrid um, wo er in einer auf Eheaufhebungen spezialisierten Anwaltskanzlei arbeitete.
Er arbeitet seit der Eröffnung des Fernsehsenders am 25. Juli 1985 bei Televisión de Galicia. Die erste Fernsehsendung präsentierte er mit der inzwischen verstorbenen Dolores Bouzón. Seitdem präsentierte er andere Fernsehsendungen, wie Entre nós, Boa noite, O veciño do xoves und Pensando en ti.